# Góra Studencka (Gdańsk)
Góra Studencka – potoczna nazwa wzniesienia o wysokości 180,1 m n.p.m.. Wzniesienie położone jest w woj. pomorskim na obszarze miasta Gdańska, w obrębie dzielnicy Osowa na osiedlu Kukawka.
Wzniesienie nie posiada oraz nie posiadało oficjalnej nazwy. Aktualną nadał w 2007 r. w porozumieniu z PTTK Akademicki Klub Kadry GDAKK, w celu upamiętnienia studenckich klubów turystycznych działających przy Politechnice Gdańskiej. Wzgórze jest najwyższym wzniesieniem na terenie miasta Gdańska i zarazem najbardziej wysuniętym na północ gdańskim wzniesieniem znajdującym się tuż przy granicy z Gdynią.
Na południowy zachód od wzniesienia w odległości ok. 600 m znajduje się Jezioro Osowskie i przebiega ul. Kielnieńska. U podnóża biegnie linia kolejowa nr 201.